# Thyene ogdeni nyukiensis
Thyene ogdeni nyukiensis es una subespecie de araña saltarina del género Thyene, familia Salticidae. Fue descrita científicamente por Lessert en 1925.
Habita en el este de África.